# Honkadori
En poésie japonaise, un honkadori (本歌取り) est une allusion au sein d'un poème à un poème plus ancien qui sera généralement comprise par ses lecteurs potentiels. Un honkadori possède les qualités yūgen et ushin (有心) de l'esthétique japonaise. Le concept apparaît au XIIe siècle au cours de l'époque de Kamakura. « Honkadori » est un parmi plusieurs termes de la poésie japonaise utilisés pour décrire une allusion, un autre étant honzetsu (本説).

## Contexte
Ce style de citation est un trope commun dans de nombreuses œuvres de la littérature japonaise ancienne dont des histoires comme Le Dit du Genji et des poèmes tels que ceux trouvés dans le Kokinshū et le Shin Kokinshū.
Dans un récit, les honkadori sont souvent trouvés sous forme d'un poème récité par un des personnages. Dans un poème waka, c'est généralement le premier vers du poème. Un honkadori n'est pas seulement une référence à un autre poème, même si les vers sont parfois copiés mot pour mot. L'utilisation d'un honkadori tente d'affecter le lecteur de la même façon que le poème original, la seule différence concernant la signification et l'atmosphère. Des débats se produisent lors de l'interprétation des poèmes sur la différence entre honkadori et seishi (vers déjà utilisés et qui ne sont pas autorisés à être répétés).

## Emploi dans lesuta-awase
Parce que la poésie au Japon a été souvent écrite pour des utaawase, ou concours de poésie, un « bon » poème n'est pas seulement celui qui exprime les émotions d'une manière unique et magnifique. Les poètes sont plutôt jugés sur leur maîtrise de l'utilisation de leur connaissance des poèmes existants et sur la façon dont ils placent leurs honkadori et autres tropes poétiques dans leurs compositions. De cette façon, l'utilisation de honkadori ajoute de la profondeur au poème parce que le poète montre sa maîtrise des tropes poétiques japonais, ce qui implique une maîtrise de la poésie japonaise.

## Fujiwara no Teika et son interprétation
Parmi les poètes japonais, Fujiwara no Teika définit l'emploi du honkadori. Son interprétation du honkadori est limitée à un public choisi d'aristocrates et de membres de la cour impériale bien versés en poésie et tropes japonais. Par conséquent, pour Fujiwara no Teika le contexte et l'utilisation du honkadori dépendent du lecteur. L'utilisation habile du honkadori se trouve alors dans l'équilibre entre l'évitement du plagiat tout en évoquant encore le contexte du poème original.

## Source de la traduction
- (en) Cet article est partiellement ou en totalité issu de l’article de Wikipédia en anglais intitulé « Honkadori » (voir la liste des auteurs).